# Zakłady Amunicyjne „Pocisk”

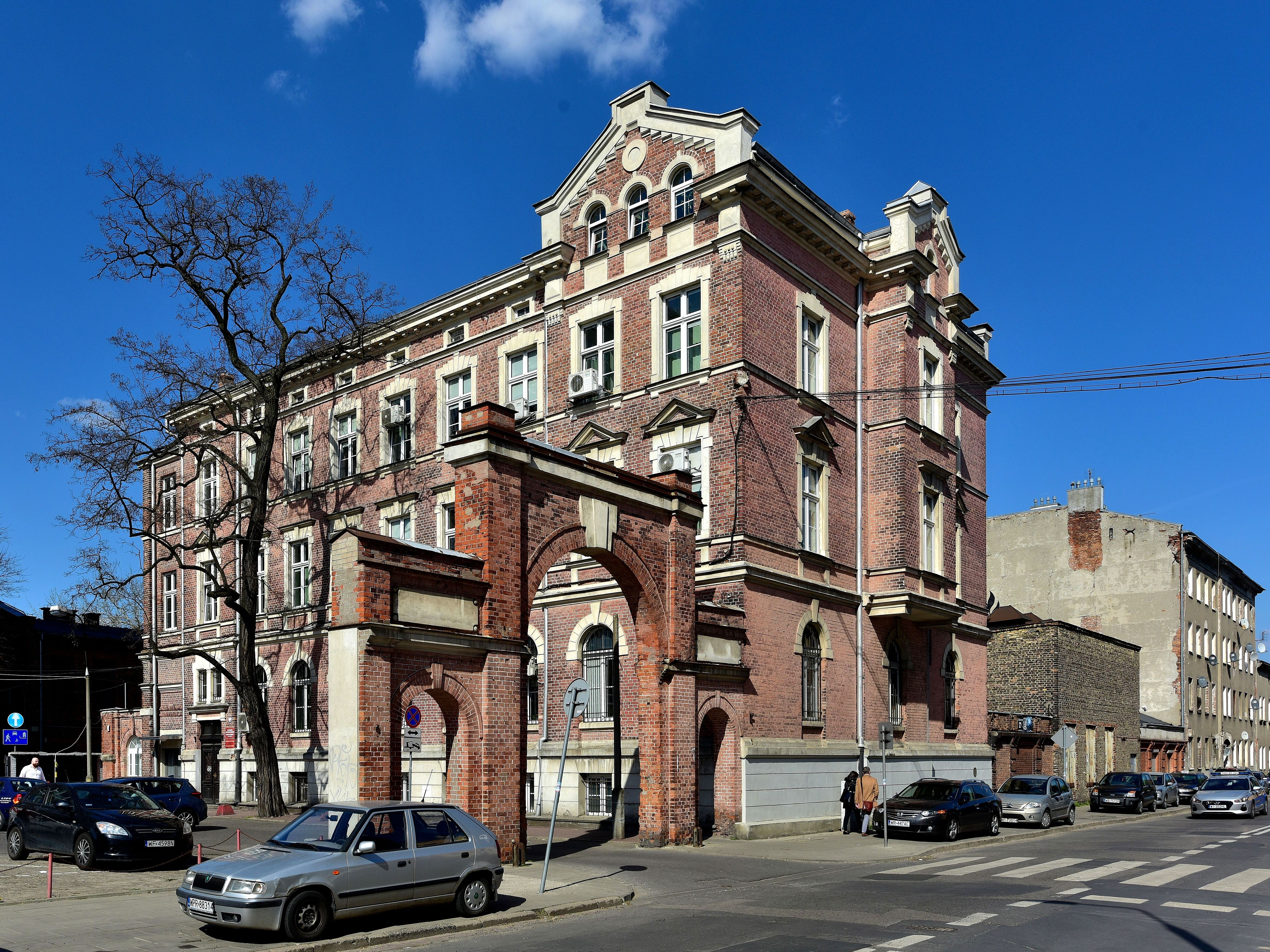
Dawny budynek administracyjny przedsiębiorstwa z bramą wjazdową (2019)

Zakłady Amunicyjne „Pocisk”, S-ka Akc. – utworzona w 1919 w Warszawie spółka produkująca amunicję karabinową. Posiadała zakłady produkcyjne przy ul. Mińskiej 25 w Warszawie oraz w Rembertowie. 

## Historia zakładów
Pierwotny kapitał zakładowy spółki wynosił 40 mln koron austro-węgierskich.
Pełny rozruch fabryki nastąpił w 1923 r. Wytwórnia produkowała wówczas następującą amunicję dla wojska: nabój 8 × 50 mm R Mannlicher, 8 mm × 50 R Lebel, 7,92 mm × 57 Mauser, a także amunicję izbową. Na rynek cywilny wytwarzano naboje: 6,35 mm × 15 SR Browning, 7,65 mm × 17 SR Browning, oraz różne wzory amunicji myśliwskiej i sportowej. W 1924 r. zakłady wyprodukowały ponad 32 miliony sztuk amunicji. Wytwarzały również proch, trotyl, amunicję saperską, amunicję myśliwską i zapalniki. Produkowały także obrabiarki precyzyjne do wyrobu amunicji różnych kalibrów, automatyczne maszyny kontrolujące, pasy karbowe napędowe, prasy hydrauliczne i inne, piece rotacyjne do obróbki termicznej. Zakłady wykonywały również remonty silników lotniczych.
Zakłady opracowały w 1924 r. projekt 47 mm działka – na konkurs Ministerstwa Spraw Wojskowych. Ostatecznie zbudowały 2 działka, różniące się między sobą długością lufy i masą. Były to pierwsze nowoczesne działka polskiej konstrukcji zbudowane w kraju. Ogółem wyprodukowano od 4 do 10 działek wz. 25.
W 1927 roku produkcja stanowiła ok. 1/3 całości mobilizacyjnej wszystkich tego typu fabryk w kraju. Zakłady zatrudniały wówczas ok. 4230 pracowników. W latach kryzysu 1929–34 załogę zredukowano o ponad 1 tys. pracowników. W dniach 10 oraz 18-20 stycznia 1928 roku załoga strajkowała żądając m.in. podwyżki płac o 28%.
12 listopada 1928 r. w wyniku eksplozji materiałów wybuchowych w wytwórni w Rembertowie zginęło dwóch pracowników, a kolejnych dwóch zostało ciężko rannych.
W roku 1937 wykonano próbną partię naboi Mausera w łusce stalowej lakierowanej, natomiast w 1939 partię w łuskach stalowych miedziowanych.
We wrześniu 1939 roku pracowników przedsiębiorstwa i część wyposażenia ewakuowano na wschód. W wyniku niemieckich bombardowań zniszczeniu uległo kilka budynków, w tym narzędziownia. Po kapitulacji Warszawy Niemcy wywieźli do III Rzeszy ocalały park maszynowy, wyposażenie oraz zapasy magazynowe. W latach 1942−1943 na terenie przedsiębiorstwa zorganizowano magazyn zboża, a w sierpniu−wrześniu 1944 roku Niemcy zbudowali tam trzy baraki dla robotników przymusowych zatrudnianych przy demontowaniu wyposażenia praskich zakładów przemysłowych (przewożonego następnie na Dworzec Wschodni).

## Nieruchomości po likwidacji przedsiębiorstwa

### Warszawa
Po 1945 zakłady zostały przejęte przez Polskie Zakłady Samochodowe nr 2, od 1951 mieściła się tam Warszawska Fabryka Motocykli. 
W 2010 pięć budynków dawnych zakładów (w tym budynek administracyjny z bramą wjazdową) zostało wpisanych do rejestru zabytków.
Po 2000 roku na terenie zakładów powstał kompleks mieszkalno-usługowy Soho Factory.

### Rembertów
W czasie wojny Niemcy zorganizowali na terenach fabryki w Rembertowie filię obozu w Beniaminowie Stalag 333 dla jeńców radzieckich (wrzesień 1941– początek 1944), a następnie obóz pracy przymusowej dla Polaków (lipiec 1944−wrzesień 1944).
Po zajęciu Rembertowa przez Armię Czerwoną, na przełomie 1944 i 1945 roku, NKWD utworzyło tam obóz dla żołnierzy AK i NSZ, (Obóz Specjalny NKWD numer 10 tzw. obóz w Rembertowie). Po likwidacji obozu (lipiec 1945) w budynkach stacjonowała jednostka KGB, 20. Brygada Łączności Rządowej (20 Бригада правительственной связи) (1980-1993). Później obiektami zarządzało Wojsko Polskie. Obecnie znajduje się tam 2 Regionalna Baza Logistyczna. W 1995 przy ul. Marsa róg ul. Płatnerskiej odsłonięto pomnik upamiętniający ofiary obozu.